# China Airlines
́
China Airlines, Limited (кит. спр. 中华航空公司, піньїнь: Zhōnghuá Hángkōng gōngsī, акад. Чжунхуа ханкун ґунси) — національний авіаперевізник Тайваню.
Базується в Міжнародному аеропорту Тайвань Таоюань, її штаб-квартира розташована в місті Даюань, повіт Таоюань. Пункти призначення знаходяться в Азії, Європі, Північній Америці та Океанії. Основний конкурент — авіакомпанія EVA Air.

## Історія
Компанія China Airlines була заснована 16 грудня 1959 року. Статутний капітал на момент створення складав 400 000 НТД. Кількість співробітників при створенні налічувалося 26 осіб, а парк повітряних суден складався з одного літака C54 і двох Каталін.
Компанія обслуговує регулярні і чартерні польоти на материковий Китай з липня 2008 року. Більшість польотів на цьому сегменті ринку виробляються в Шанхай, Гуанчжоу і Пекін.
China Airlines працює на гонконгському напрямку з 1967 року; це найвигідніший сегмент ринку, він дає 13,3 % від його 121,9 млрд нових тайваньських доларів (3,7 млрд доларів США) річного доходу в 2006 році з більш ніж 140 польотами в тиждень між Тайбеєм, Гаюсюном і Гонконгом.
China Airlines стала повноправним членом альянсу SkyTeam 28 вересня 2011 року. Переговори між авіакомпанією та альянсом почалися в 2007 році.
У зв'язку з розпуском авіакомпанії TransAsia Airways, з 1 грудня 2016 року всі міжнародні та внутрішні маршрути TransAsia Airways будуть передані компанії China Airlines.
Раніше в China Airlines не було прямих авіарейсів до Амстердама і всі перельоти відбувалися через аеропорт в Бангкоку. Однак керівництво компанії заявило, що в грудні 2016 року відкриє такі рейси. Також з грудня 2016 року China Airlines відкриє прямі рейси з Тайбея у Відень, Рим і Франкфурт-на-Майні.
У 2017 році компанія China Airlines зайняла 60 місце в рейтингу найбезпечніших авіакомпаній в світі.

## Флот
На квітень 2017 року China Airlines експлуатувала такі літаки:
| Модель літака      | Кількість судів | Замовлено |
| ------------------ | --------------- | --------- |
| Airbus A330-300    | 24              | 0         |
| Airbus A340-300    | 1               | 0         |
| Airbus A350-900XWB | 5               | 1         |
| Boeing 737-800     | 21              | 0         |
| Boeing 747-400     | 24              | 0         |
| Boieng 777-300     | 10              | 0         |

Середній вік літаків становить 8,7 років.

## Код-шерінговіугоди

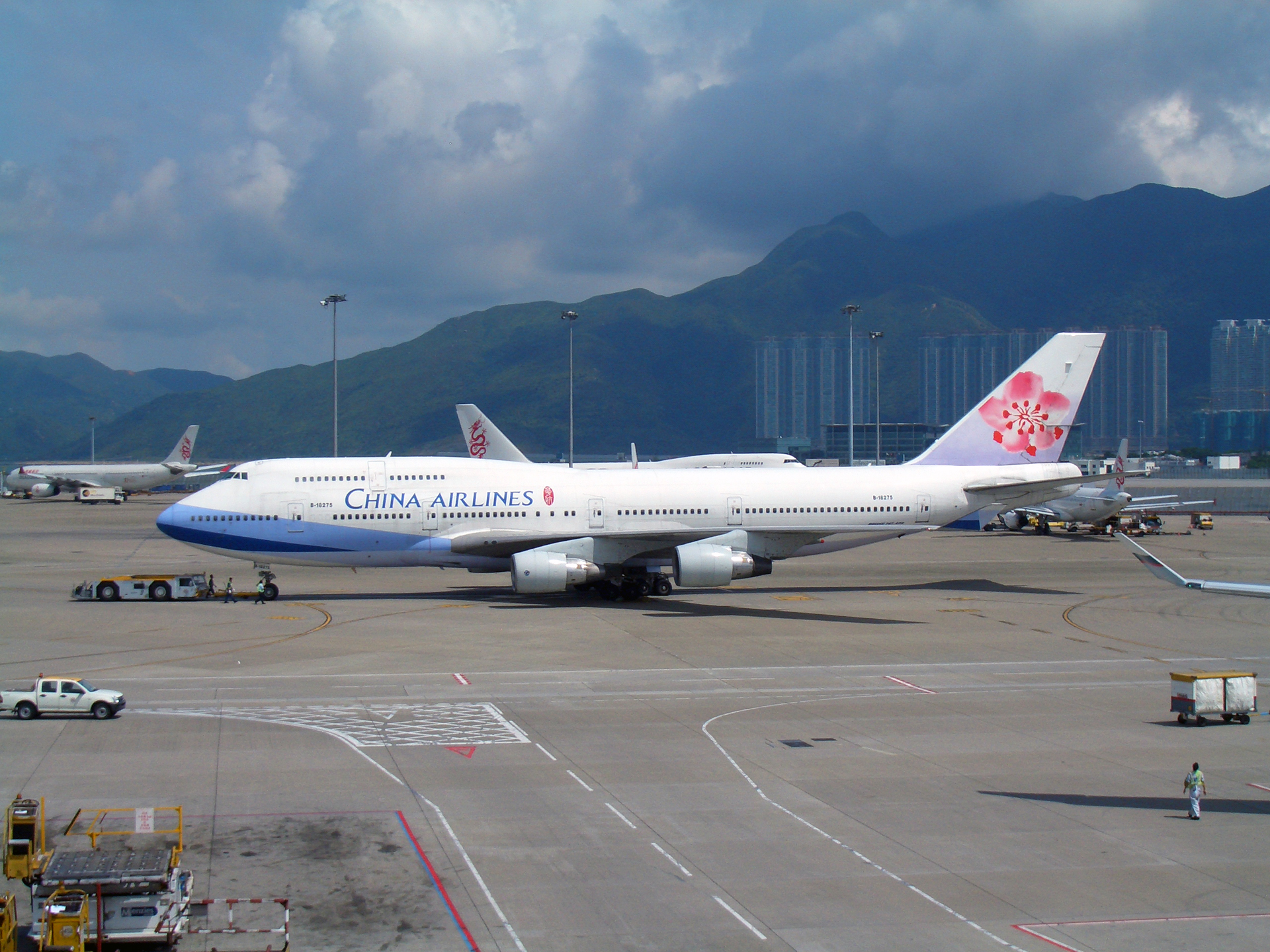
Boeing-747-400 авіакомпанії в аеропорту Гонконгу

На травень 2008 року China Airlines мала код-шерінгові угоди з наступними перевізниками:
- Alitalia (SkyTeam)
- Czech Airlines (SkyTeam)
- Delta Air Lines (SkyTeam)
- Garuda Indonesia
- Korean Air (SkyTeam)
- Thai Airways International (Star Alliance)
- Vietnam Airlines (член SkyTeam з 2010 року)
- Westjet (усередині Канади, напрямки: Ванкувер і Торонто)
- KLM Royal Dutch Airlines (з січня 2017 року)

Крім того, China Airlines має угоду з Deutsche Bahn.